# Carl Fredrik Hyltén-Cavallius
Carl Fredrik Hyltén-Cavallius, född 13 juli 1853 i Göteborg, död 30 april 1930, var en svensk militär.
Hyltén-Cavallius blev underlöjtnant vid Norra skånska infanteriregementet 1872, löjtnant 1878, kapten 1890, var kompanichef vid Krigsskolan 1891–1894, major vid Kronobergs regemente 1898, överstelöjtnant vid Gotlands infanteriregemente 1902 och var överstelöjtnant vid Hallands regemente 1903–1908. Han blev överste i första arméfördelningens reservbefäl 1908.
Carl Fredrik Hyltén-Cavallius var son till Carl Erengisle Hyltén-Cavallius. Han var gift med Anna Cecilia Frick och far till trädgårdsmästaren och växtförädlaren Gösta Hyltén-Cavallius